# Dragon's Lair II: Time Warp
Ne doit pas être confondu avec Dragon's Lair II: Escape from Singe's Castle.
Dragon's Lair II: Time Warp est un jeu vidéo de type film interactif développé par Leland Corporation et ReadySoft. Il sortit à partir de 1990 sur borne d'arcade, DOS, Windows, Mac, Amiga, Apple IIgs, Atari ST, CD-i, Wii, PlayStation 3, DSiWare et iOS.

## Accueil
- AllGame : 2/5 (arcade)[1]
- Electronic Gaming Monthly : 7,3/10 (CD-i)[2]
- GamePro : 4,5/5 (CD-i)[3]
- Joystick : 20 % (CD-i)[4]
- Nintendo Life : 5/10 (DSiWare)[5]
- Sinclair User : 53 % (arcade)[6]